# Ultra Golf
Ultra Golf, conocido en Europa como Konami Golf y en Japón como Konamic Golf (コナミックゴルフ?), es un videojuego de golf desarrollado por Ultra para Game Boy. Fue lanzado por Konami en noviembre de 1991 en Japón, después lanzado en América del Norte en marzo de 1992, y en territorios PAL en 1994.